# Siewieromorsk
Siewieromorsk – miasto zamknięte w północnej części Rosji (obwód murmański). 50 076 mieszkańców (2010). Założone na początku XX wieku jako Wajenga (Ваенга).
Miasto leży na półwyspie Kolskim nad Morzem Barentsa. Jest główną bazą Floty Północnej rosyjskiej marynarki wojennej.
W mieście rozwinął się przemysł spożywczy.

## Katastrofa
13 maja (według innych źródeł 17 maja) 1984 roku, w leżącym na obrzeżach Siewieromorska, głównym składzie amunicji radzieckiej Floty Północnej Okolnaja, doszło do eksplozji.
Naciskane o jakiekolwiek wiadomości radzieckie władze, nie udzieliły żadnych informacji. Żadne doniesienia na ten temat nie pojawiły się również w sowieckich mediach. Amerykańscy dyplomaci i attachés wojskowi dowiedzieli się o wypadku z otrzymanych z Waszyngtonu raportów i nie dysponowali informacjami z żadnego niezależnego źródła.
Z zebranych na podstawie danych satelitarnych, relacji przebywających w rejonie zdarzenia podróżnych oraz innych źródeł wynika, że w serii potężnych eksplozji zniszczone zostały wielkie ilości amunicji, składowanej w głównym magazynie sowieckiej Floty Północnej. Według doniesień, w katastrofie zginęło od 200 do 300 osób, w dużej części członków personelu technicznego, wysyłanych do akcji ratunkowej polegającej na rozbrajaniu i unieszkodliwianiu zagrożonej eksplozją amunicji, wśród wywołanych wybuchami pożarów. Zabiegi te zakończyły się niepowodzeniem, doprowadzając do trwających wiele godzin „łańcuchowych” eksplozji składowanych pocisków, przechowywanych w zbyt wielkich ilościach, zbyt blisko siebie.
Według amerykańskiego czasopisma Jane’s Defence Weekly, była to największa katastrofa, jaka zdarzyła się w sowieckiej flocie od czasów II wojny światowej. Poziom strat, zniszczonych w eksplozjach pocisków i amunicji był tak wysoki, że przez następne pół roku sowiecka flota przestała się liczyć jako realna siła bojowa.
Według szacunkowych danych w trakcie zdarzenia zostało zniszczonych 580 z 900 znajdujących się w posiadaniu floty rakiet ziemia-powietrze SA-N-1 i SA-N-3 oraz prawie 320 z 400 zdolnych do przenoszenia ładunków nuklearnych pocisków SS-N-3 i SS-N-12.
Mimo podejrzeń, że wśród wybuchających pocisków mogła się znajdować amunicja nuklearna, w wyniku przeprowadzonych badań nie stwierdzono występowania promieniowania radioaktywnego ani żadnych śladów wybuchu atomowego.
Cytowane przez NASA sowieckie źródła podawały, że przyczyną katastrofy było „oświetlenie” składów wiązką promieni radaru pozahoryzontalnego (OTH). Według innych przyczyną katastrofy było zaprószenie ognia od nieostrożnie wyrzuconego niedopałka papierosa.

## Odniesienia religijne
Niektórzy autorzy katoliccy wskazują na zbieżność jednej z podawanych dat katastrofy (13 maja 1984 r.) z rocznicą objawień fatimskich oraz nieodległym czasowo wydarzeniem – oddaniem Rosji Niepokalanemu Sercu Maryi przez papieża Jana Pawła II, zgodnie z życzeniem Maryi wyrażonym w przedmiotowych objawieniach.

## Urodzeni w Siewieromorsku
- Anžela Brice – łotewska biathlonistka, olimpijka
- Aleksiej Gołowkin – rosyjski polityk
- Ołeksandr Moisejenko – ukraiński szachista
- Jelena Wajenga – rosyjska piosenkarka

## Galeria

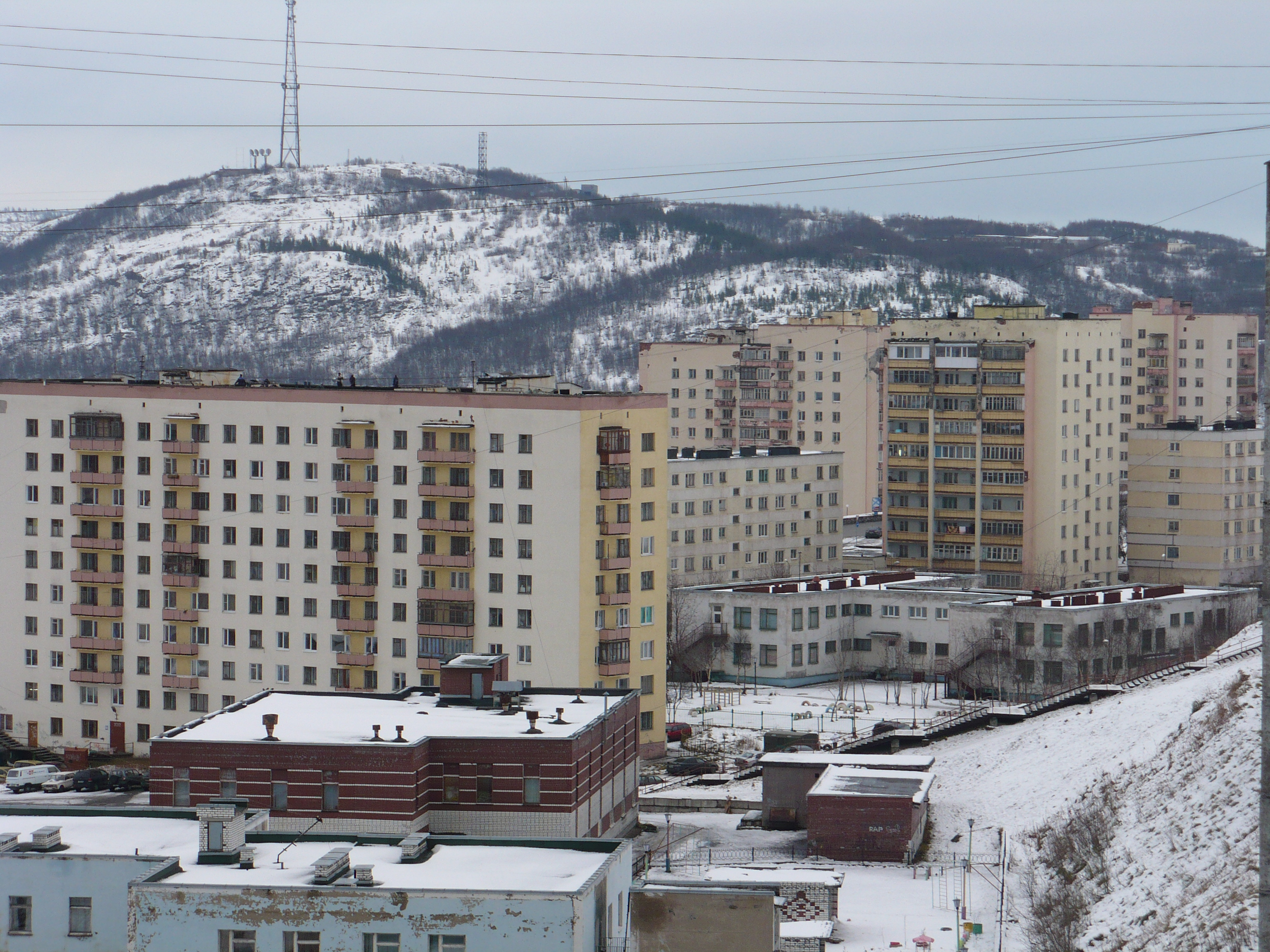
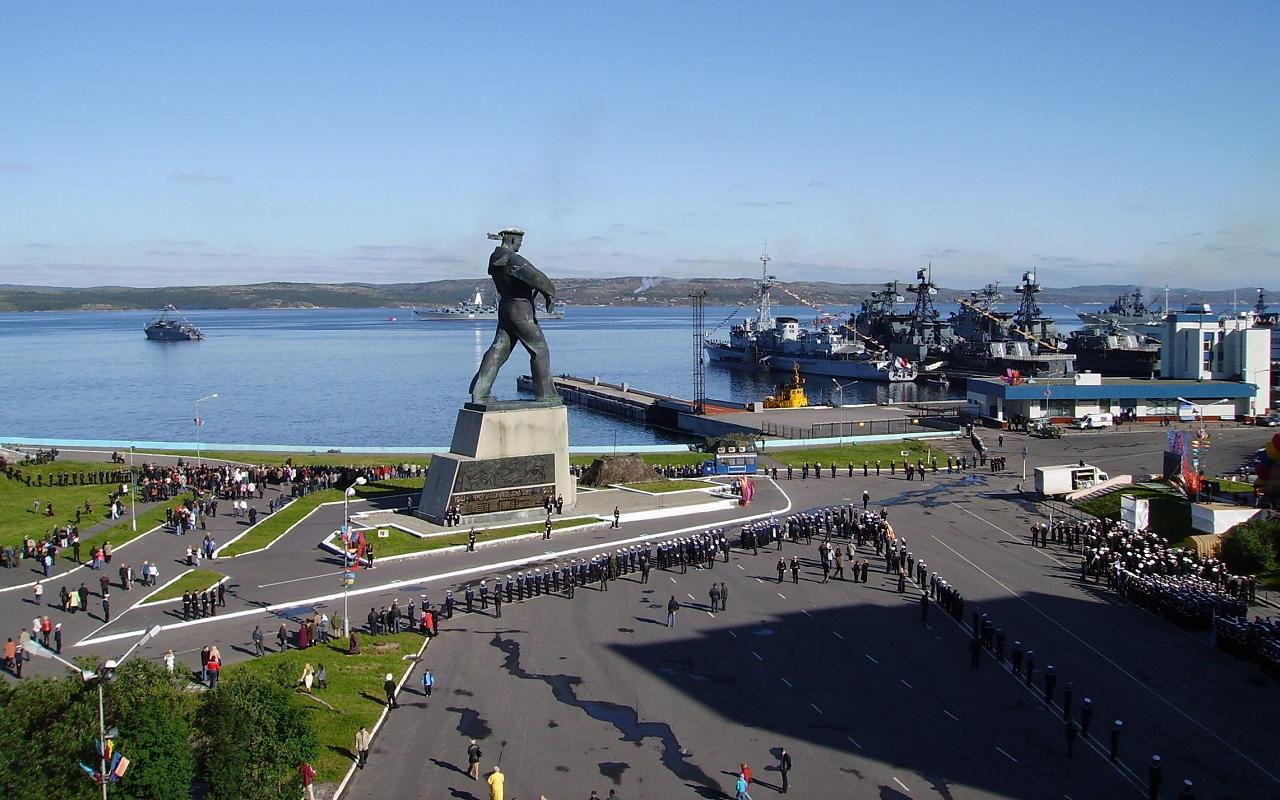
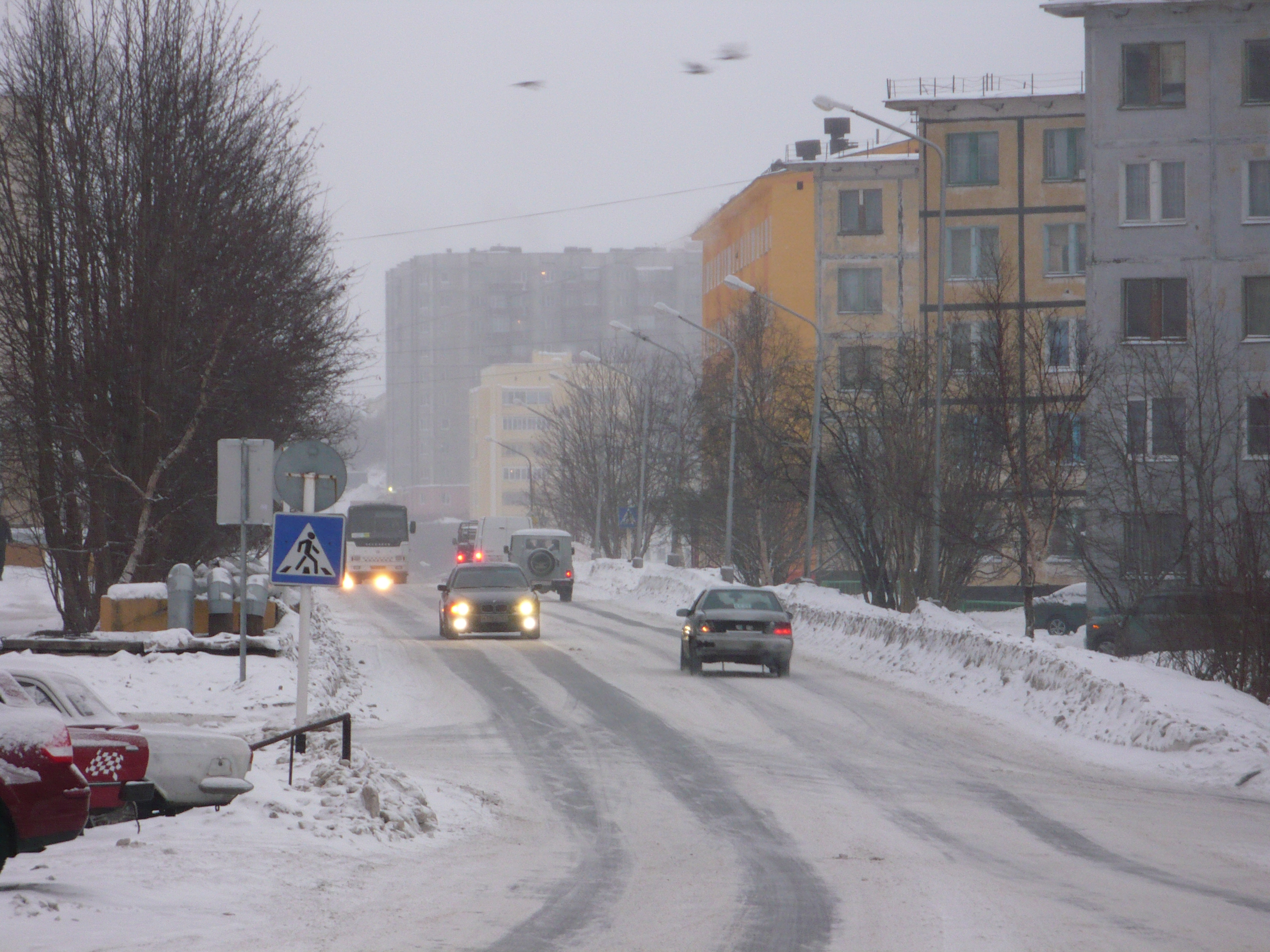
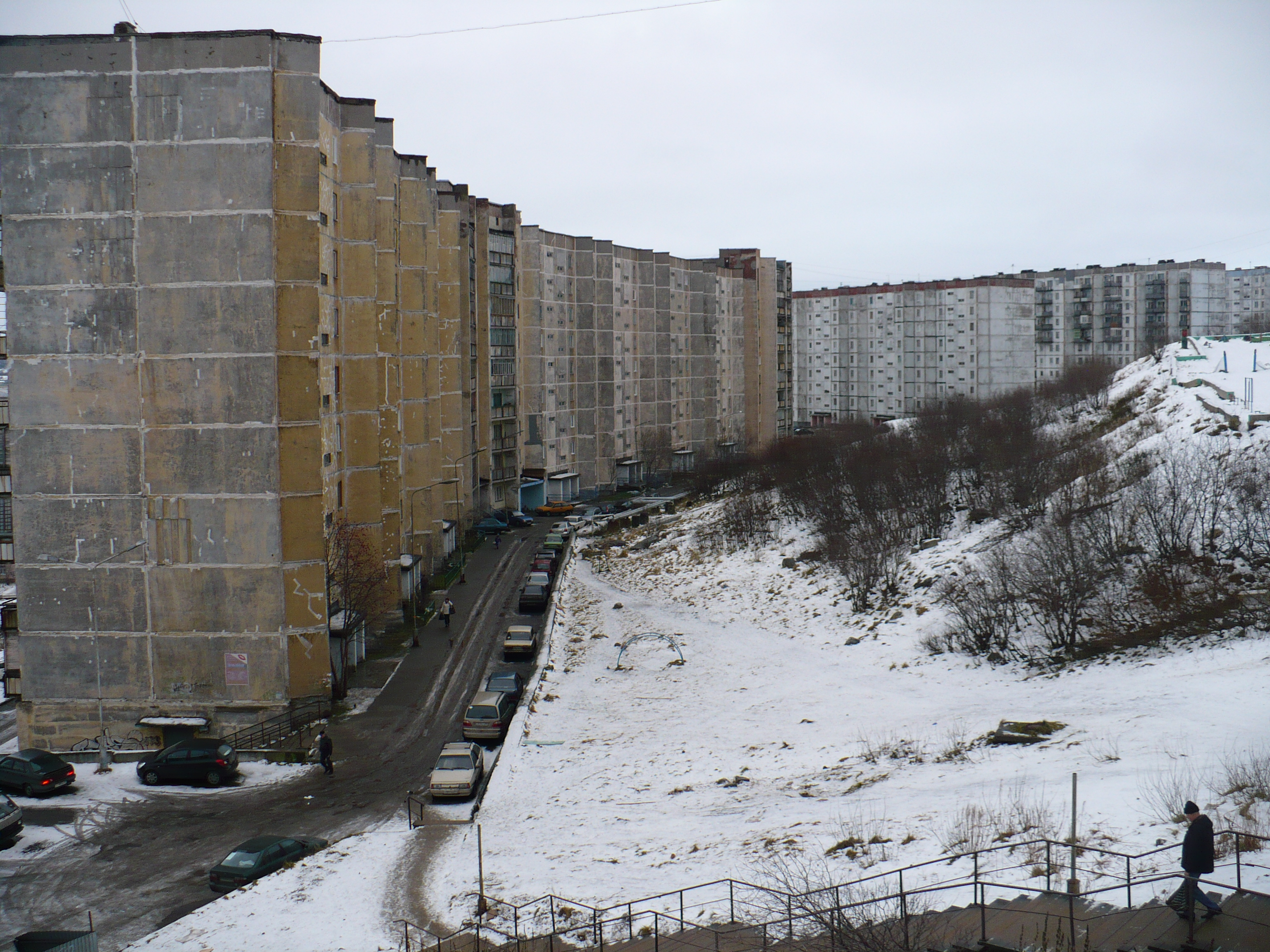
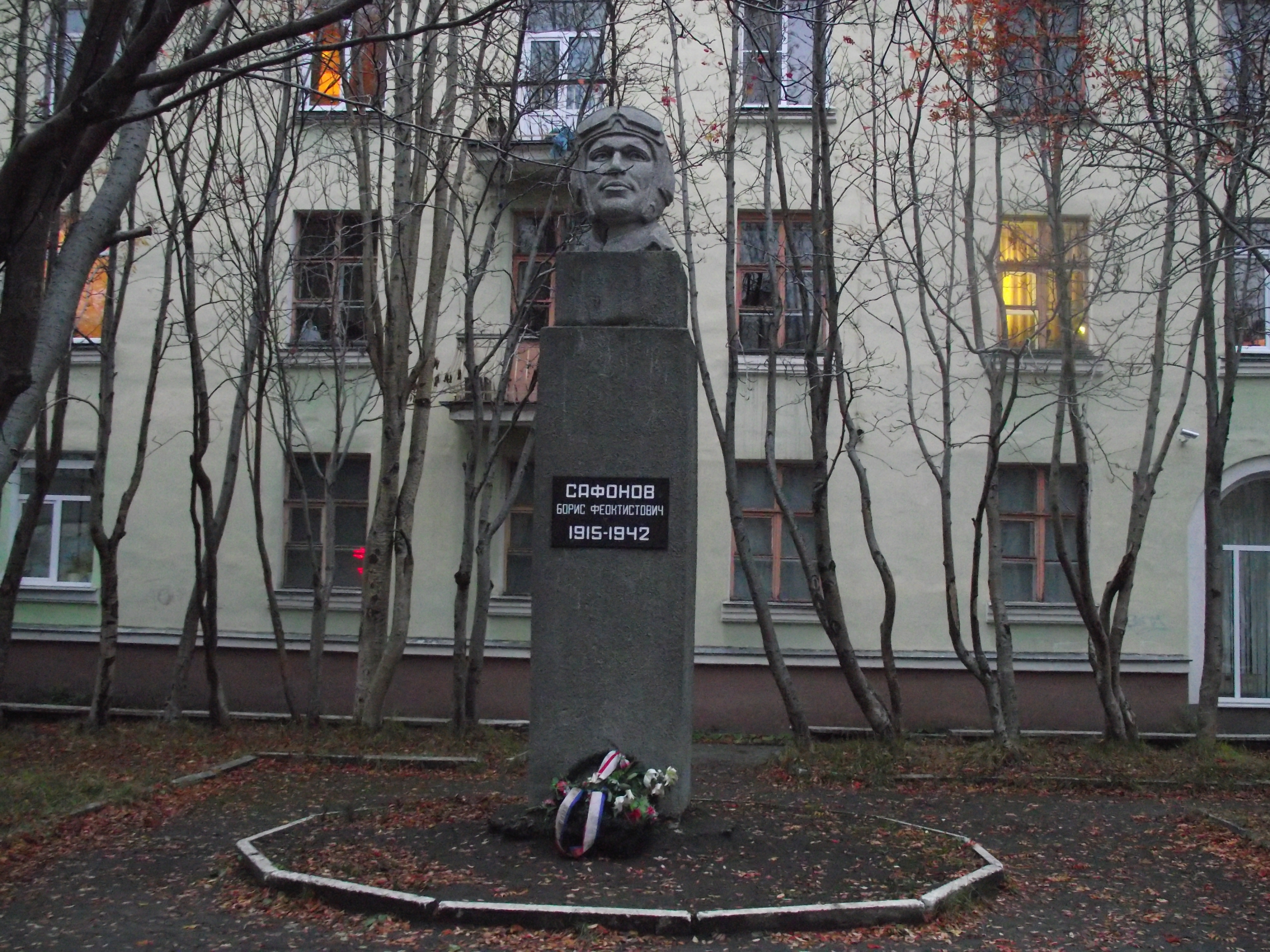
Pomnik Borysa Safonowa